# 1978 în informatică
- 1977 în informatică — 1978 în informatică — 1979 în informatică

1978 în informatică a însemnat o serie de evenimente noi notabile:

## Premiul Turing
- Robert Floyd